# ليون مالوني
ليون مالوني (بالإنجليزية: Leon Maloney) هو لاعب كرة قدم بريطاني في مركز الوسط، ولد في 13 مايو 2001 في وايت في المملكة المتحدة. لعب مع نادي بورتسموث.